# Hermann Nothnagel

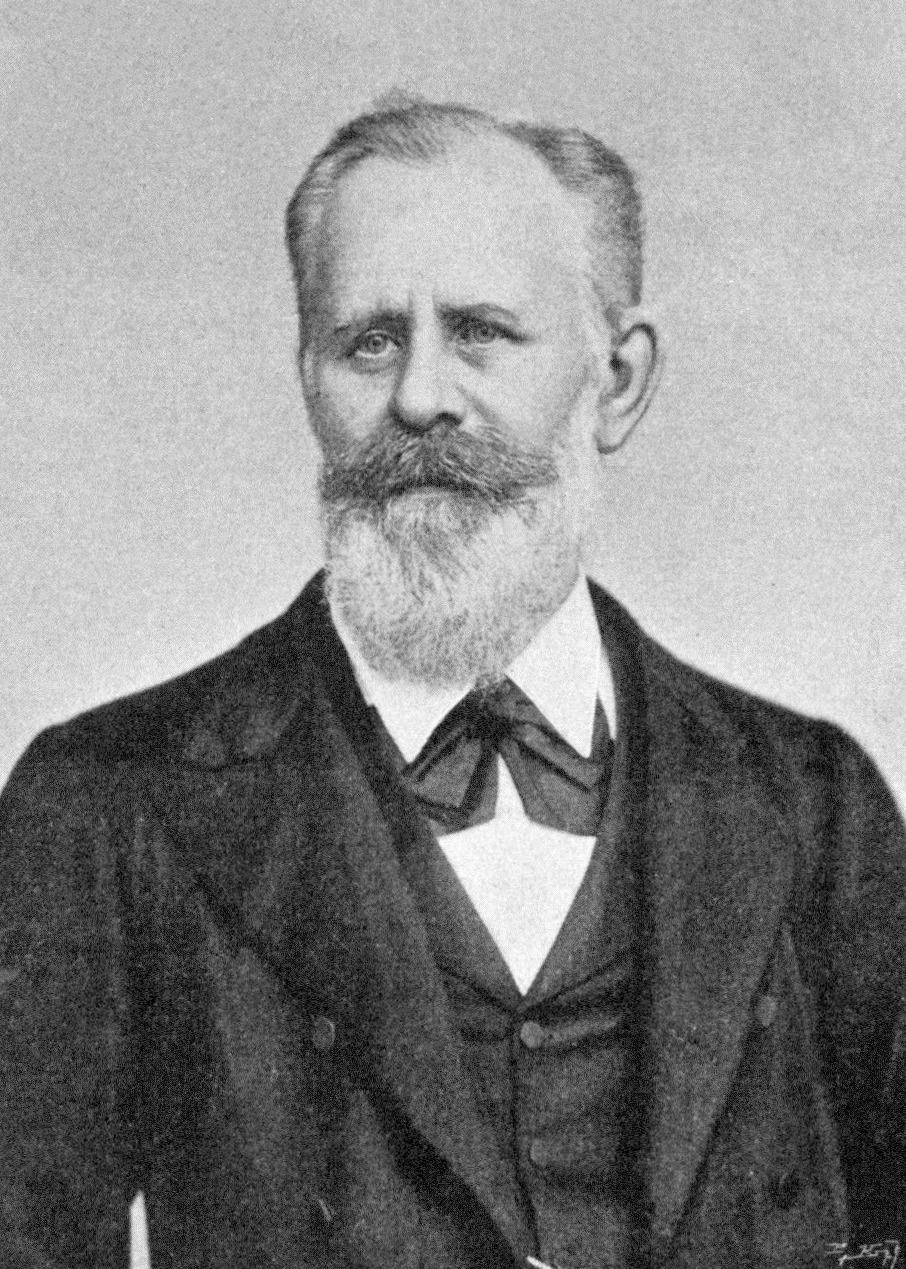
Hermann Nothnagel en 1902

Carl Wilhelm Hermann Nothnagel (né le 28 septembre 1841 à Alt-Lietzegöricke, arrondissement de Königsberg-en-Nouvelle-Marche (de) dans la province de Brandebourg, mort le 7 juillet 1905 à Vienne) est un médecin interniste allemand.

## Biographie
Son père est propriétaire d'une pharmacie puis médecin à Neulewin, et sa mère, Ottilie Neider, vient d'une famille de commerçants de Mieszkowice.
Hermann Nothnagel étudie de 1858 à 1863 auprès des professeurs Ludwig Traube et Rudolf Virchow à l'Université Humboldt de Berlin. De 1865 à 1868, il est l'assistant Ernst von Leyden à Kœnigsberg, où il obtient sa qualification en médecine interne. Il est médecin militaire et chargé de cours à Berlin de 1868 à 1870, participant à la guerre franco-prussienne et à Wrocław de 1870 à 1872.
Il est nommé professeur titulaire à Fribourg en 1872 et à la clinique de Iéna en 1874. En 1876, il décrit le pouls irrégulier associé à une fibrillation atriale, qu'il qualifie de delirium cordis. On donne son nom à un syndrome, un trouble caractérisé par une paralysie oculomotrice et une ataxie cérébrale. En 1876, il est élu à l'Académie allemande des sciences Leopoldina.
Il devient en 1882 professeur en médecine interne à l'Université de Vienne jusqu'à sa mort en 1905. Sigmund Freud est quelques mois dans son service. Nothnagel lui apportera dès lors tout son soutien. Il préside avec Richard von Krafft-Ebing la Société de psychiatrie viennoise devant laquelle, le 2 mai 1896, on délivre à Sigmund Freud le titre d'Extraordinarius.
Un autre de ses élèves est Constantin von Economo.
Il publie par ailleurs de nombreux travaux sur la neurologie et la pharmacologie, un système de pathologie spéciale et de traitement sur les maladies de l'intestin et du péritoine. Il est le fondateur et le premier président de la Société de Vienne pour la médecine interne.
À sa mort en 1905, il est enterré au cimetière évangélique de Matzleinsdorf à Vienne. En 1910, un monument à Hermann Nothnagel est dévoilé dans la cour de l'Université de Vienne.

## Œuvre
- Handbuch der Arzneimittellehre. 1870.
  - 4. verm. Aufl. - Berlin : Hirschwald, 1880. Édition numérisée, Bibliothèque universitaire de Düsseldorf
- Über den epileptischen Anfall. (R. Volkmanns Sammlung klinischer Vorträge), Leipzig, 1872.
- Über die Diagnose und Aetiologie der einseitigen Lungenschrumpfung. (R. Volkmanns Sammlung klinischer Vorträge), Leipzig, 1874.
- Über Neuritis in diagnostischer und pathologischer Beziehung. (R. Volkmanns Sammlung klinischer Vorträge), Leipzig, 1876.
- Anämie und Hyperämie, Blutungen und Erweichungen des Gehirns.
- Epilepsie. In :Hugo Wilhelm von Ziemssen (1829-1902), et al: Handbuch der speciellen Pathologie und Therapie. 17 Bände, Leipzig, 1875–1885. Second and revised edition, Verlag von F. C. W. Vogel, 1877–1880.
- Tophische Diagnostik der Gehirnkrankheiten. Eine klinische Studie. Berlin 1879.
- Die Symptomatologie der Darmgeschwüre. (R. Volkmanns Sammlung klinischer Vorträge), Leipzig, 1881.
- Beiträge zur Physiologie und Pathologie des Darms. Berlin, 1884.
- Vorträge über die Diagnose bei den Gehirnkrankheiten. Wien, 1887.
- (Ouvrage collectif) Specielle Pathologie und Therapie. 1894-1905, 24 Bände.
- Die Erkrankungen des Darms und des Peritoneum. In: Handbuch der speciellen Pathologie und Therapie, Band 17, Wien, 1898

### Traduction en français
- Nouveaux éléments de matière médicale et de thérapeutique, par H. Nothnagel et M. J. Rossbach, ouvrage traduit et annoté par le Dr J. Alquier, précédé d'une Introduction par Ch. Bouchard, 1880. Édition numérisée de 1885
- Traité clinique et diagnostic des maladies de l'encéphale basé sur l'étude des localisations, 1885.